# Cathédrale de l'Immaculée-Conception de Linz
Cette  cathédrale n’est pas la seule cathédrale de l'Immaculée-Conception.
La cathédrale de l'Immaculée-Conception, populairement appelée Nouvelle cathédrale (en allemand: Mariendom), est un vaste édifice religieux catholique qui est église cathédrale du diocèse de Linz, en Autriche.  De style néo-gothique l'église fut construite à partir de 1862 pour remplacer l'ancienne cathédrale' devenue trop exiguë.  
C'est la plus vaste cathédrale d'Autriche, plus grande que la cathédrale Saint-Étienne de Vienne. L'architecte en est Vincenz Statz.

## Historique
L'ancienne église des Jésuites qui avait été choisie comme cathédrale en 1795, lors de la création du diocèse de Linz était devenue trop petite pour une ville dont la population s'accroissait rapidement. Aussi Mgr Franz Josef Rudigier, 
évêque de Linz, prit-il l'initiative de lancer le projet d'un nouvel édifice, par souscriptions publiques.
La construction commença en 1862 et était alors le plus grand projet architectural d'Europe. Elle ne s'acheva complètement qu'en 1935.

La nef de la cathédrale.

## Dimensions
Les dimensions de l'édifice sont les suivantes :
- hauteur intérieure de la nef : 31 m ;
- longueur : 130 m ;
- hauteur de la flèche : 134,7 m (la plus haute d'Autriche après celle de la cathédrale Saint-Étienne de Vienne) ;
- largeur au transept : 60 m ;
- superficie au sol : 5 170 m2.

La cathédrale, qui peut accueillir 20 000 personnes, comprend 142 fenêtres, 54 colonnes et 17 autels.